# Marco Palumbo
Marco Palumbo (Ferrara, 4 marzo 1956) è un ex cestista italiano.

## Carriera
Nato a Ferrara ma mestrino di adozione, gioca nelle giovanili della città e del Basket Mestre con il quale nel 1973-74 conquista la serie A1 (in squadra Renato Villalta, Giorgio Cedolini, altri).
In Serie A ha vestito le maglie di Mestre, Brescia, Venezia e Trieste e ha segnato un totale di 4142 punti.

## Palmarès
- Promozione in Serie A1: 3
- Basket Mestre: 1973-74, Basket Brescia: 1978-79, 1984-85.